# Ghiorghi Prisăcaru
Ghiorghi Prisăcaru (n. 20 iulie 1942, Preutești, Suceava) a fost un senator român în legislatura 1996-2000 și în legislatura 2000-2004, ales în județul Suceava pe listele partidului PDSR care în iunie 2001 a devenit PSD. În legislatura 1996-2000, Ghiorghi Prisăcaru a fost membru în grupurile parlamentare de prietenie cu Statul Kuwait, Republica Elenă și Republica Costa Rica iar în legislatura 2000-2004 a fost membru în grupurile parlamentare de prietenie cu Statul Kuwait, Arabia Saudită și Republica Kazahstan.  
Ghiorghi Prisăcaru a fost profesor universitar la Universitatea "Ștefan cel Mare" din Suceava.